# Konservatlagerstätte

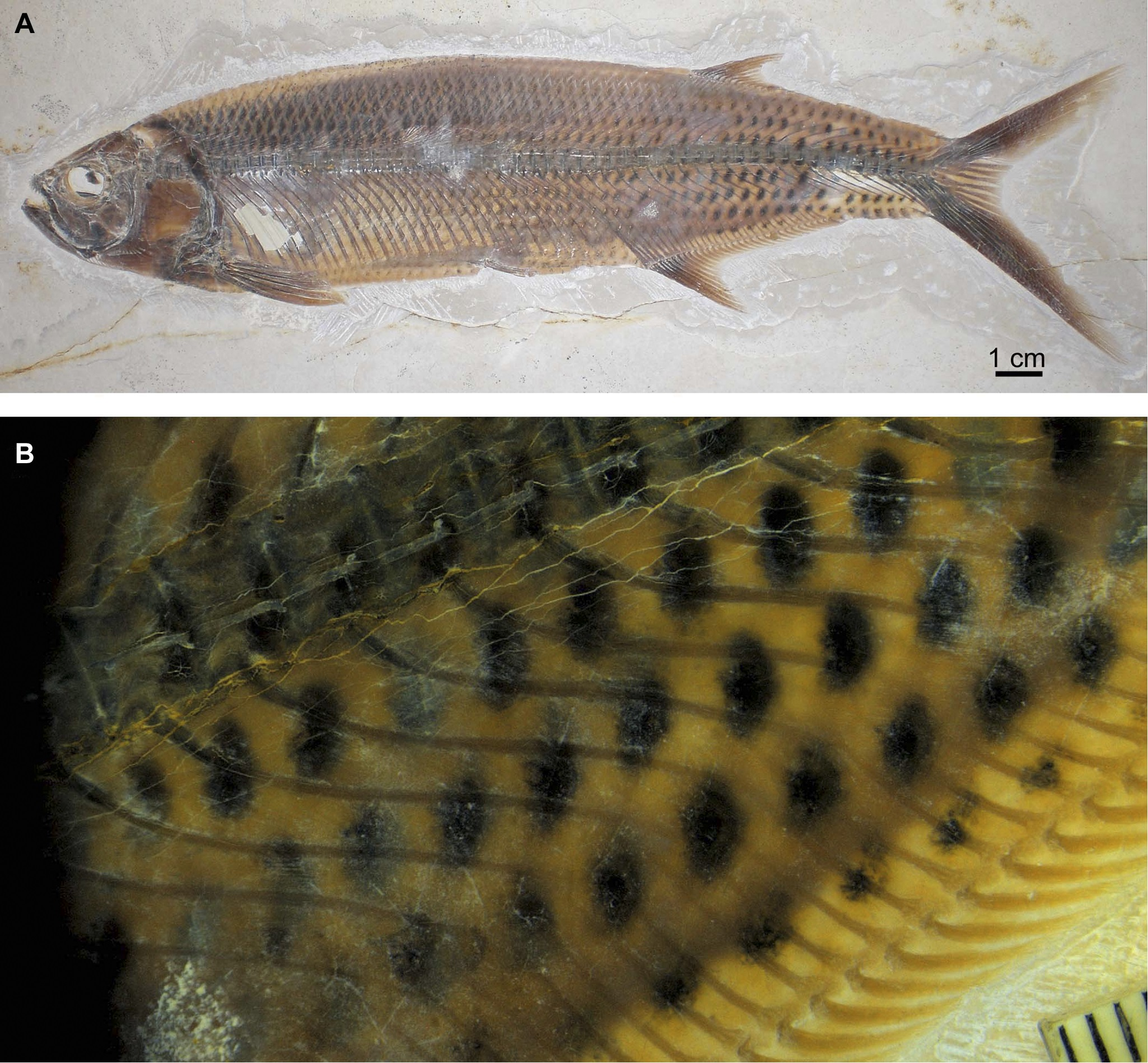
A Thrissops, ein Knochenzünglerähnlicher aus den oberjurassischen Plattenkalken von Ettling. B Vergrößerung der hinteren-unteren Körperregion oberhalb der Afterflosse mit Farberhaltung eines Hautmusters.

Eine Konservatlagerstätte ist eine Fundstelle von Fossilien, die besonders gut erhalten sind. In solchen Fundstellen sind Fossilien nicht unbedingt besonders häufig, aber meist vollständig und/oder weisen noch Reste von normalerweise nicht fossil erhaltungsfähigen Organen („Weichteilerhaltung“), originalen Farbpigmenten oder anderen Biomarkern auf. Auch die mehr oder weniger vollständige Erhaltung organischer Substanz ist möglich. Es gibt auch Fossilfundstellen, die zugleich Konservat- und Konzentratlagerstätte sind, wie zum Beispiel die Fossillagerstätte Geiseltal. 
Bekannte Konservatlagerstätten in Deutschland sind z. B. die Bundenbacher Schiefer, der unterjurassische Posidonienschiefer, der Solnhofener Plattenkalk, die Grube Messel und die Ziegeleigrube Vorhalle. International herausragende Konservatlagerstätten sind unter anderem der Burgess Shale in Kanada, die Santana-Formation in Brasilien und die Jehol-Gruppe in China.
Entsprechend den sedimentologischen Besonderheiten, die zu dieser außergewöhnlichen Fossilerhaltung führten, werden folgende Arten von Konservatlagerstätten unterschieden:

## Stagnationslagerstätten
Stagnationslagerstätten sind gekennzeichnet durch abiotische (lebensfeindliche) Verhältnisse in den bodennahen Wasserschichten und im oberflächennahen Sediment. Beispiele sind Ölschiefer, Schwarzschiefer und Plattenkalke.

## Obrutions-Lagerstätten
Obrutions-Lagerstätten (Verschüttungslagerstätten) entstehen bei plötzlicher Einbettung in ein feinkörniges Sediment. Dabei wird das Benthos, die bodenbewohnenden Lebewesen, verschüttet, bevor der Zerfall in Einzelteile erfolgen kann. Beispiele für Obrutionslagerstätten sind verschiedene Echinodermen-Lagerstätten (z. B. Gmünd) und so berühmte Fossilvorkommen wie der Burgess Shale, die Chengjiang-Faunengemeinschaft und die Bundenbacher Schiefer.

## Konservat-Fallen
Konservatfallen bestehen aus einem konservierenden Medium, beispielsweise Asphalt, Torf und Eis, in das Faunenelemente rasch eingebettet wurden. Ein bekannt gewordenes Beispiel für die Konservierung im Eis ist der gefrorene Kadaver des Steppenbisons „Blue Babe“ aus Alaska.